# Diplopodia
Diplopodia is een geslacht van uitgestorven zee-egels uit de familie Diplopodiidae.

## Soorten
- Diplopodia balkhanensis Vialov, 1930 †
- Diplopodia cretacica Sánchez Roig, 1949 †
- Diplopodia elegans Corroy, 1925 †
- Diplopodia gentili Lambert, 1931 †
- Diplopodia gigantea Checchia-Rispoli, 1945 [1943] †
- Diplopodia gileadensis Blanckenhorn, 1925 [1924] †
- Diplopodia inexspectata Checchia-Rispoli, 1943 †
- Diplopodia kultchitskyi Vialov, 1930 †
- Diplopodia langei Vialov, 1930 †
- Diplopodia renngarteni Vialov, 1930 †
- Diplopodia vassilievskyi Vialov, 1930 †